# Kasey Shepherd
Kasey Shepherd (nacido el 05 de junio de 1994 en Houston, Texas, Estados Unidos), es un jugador de baloncesto estadounidense. Con 1 metros y 90 centímetros de estatura, juega en la posición de escolta en las filas del U-BT Cluj-Napoca de la Liga Națională rumana, pudiendo igualmente actuar como base.

## Trayectoria
Formado académica y deportivamente en la Universidad de Louisiana-Lafayette, formó parte de la plantilla de los Ragin' Cajuns disputando la Division I de la NCAA durante todo su ciclo universitario (2012 a 2016). En 2015 fue elegido en el Mejor Quinteto de la Conferencia Sun Belt. En 2015/16, su temporada de graduación, logró unos promedios de 11.3 puntos, 1.7 asistencias y 2.2 rebotes. 
En la temporada 2017/18 comenzó su carrera profesional en las filas del BC Ulcinjska Rivijera, equipo de la Prva A Liga (primera división) de Montenegro, siendo uno de los jugadores más destacados de la competición con unos registros de 24.4 puntos, 7 asistencias y 5.3 rebotes por encuentro.
Comienza la 2018/19 en la liga húngara con el Kaposvári KK. Luego de cuatro partidos en los que promedió 20.3 puntos, 5.5 asistencias y 6.5 rebotes, es traspasado al Batumi RSU de la Superliga de Georgia, donde finaliza con medias de 19.4 puntos (cuarto mejor anotador de la competición), 5.8 asistencias (cuarto mejor pasador), 5.7 rebotes y 2.9 recuperaciones (mejor recuperador) por partido, siendo nominado en el Segundo Mejor Quinteto de la competición.
Durante la temporada 2019/20 firma con el BC Kiev, en el que promediaría 13.5 puntos, 3.8 asistencias y 1.5 robos por partido.
En mayo de 2020, firma por el  BC Nizhni Nóvgorod de la Superliga de baloncesto de Rusia.
El 26 de julio de 2021, firma por el Tofaş Spor Kulübü de la Basketbol Süper Ligi.
En la temporada 2022-23, firma por el Bahçeşehir Koleji S.K. de la Basketbol Süper Ligi.
El 28 de diciembre de 2022, firma por el U-BT Cluj-Napoca de la Liga Națională rumana.